# المجلس (برنامج)
المجلس  هو برنامج رياضي قطري يعرض على قنوات الكاس الرياضية من تقديم خالد جاسم.

## ضيوف
ويستضيف البرنامج محللين من قطر ودول الخليج لتحليل المباريات
- حمود سلطان
- أحمد الرواس
- ماجد الخليفي
- فيصل أبوثنين
- عبد العزيز العنبري (سابقًا)
- خليل الزياني (سابقًا)
- صالح الداوود (سابقًا)
- صالح الحمادي (سابقًا)
- يونس محمود
- ناصر الشمراني
- عصام الحضري
- جمال مبارك
- محمد كرم
- محمد السويلم
- نشأت أكرم